# We Be Burnin’
„We Be Burnin’” – singel Seana Paula, wydany w 2005 roku.

## Lista utworów
- CD singel (12 września 2005)[1]

1. „We Be Burnin’” (Recognize It) – 3:33
2. „We Be Burnin’” (Legalize It) – 3:29

## Teledysk
Teledysk do utworu został wyreżyserowany przez Jessy’a Terrero.

## Notowania na listach przebojów
| Kraj/Region       | Lista (2005/2006/2012)                        | Najwyższa pozycja |
| ----------------- | --------------------------------------------- | ----------------- |
| Wielka Brytania   | Singles Top 100                               | 2                 |
| Niemcy            | Top 100 Singles                               | 5                 |
| Stany Zjednoczone | US Billboard Hot 100                          | 6                 |
| Stany Zjednoczone | US Billboard Hot Rap Tracks                   | 6                 |
| Szwajcaria        | Singles Top 75                                | 6                 |
| Holandia          | Single Top 100                                | 6                 |
| Włochy            | Top 20 Singles                                | 6                 |
| Stany Zjednoczone | US Billboard Pop 100                          | 7                 |
| Stany Zjednoczone | US Billboard Pop 100 Airplay                  | 7                 |
| Belgia (Walonia)  | Ultratop 50                                   | 7                 |
| Stany Zjednoczone | US Billboard Rhythmic Top 40                  | 8                 |
| Finlandia         | Top 20 Singles                                | 8                 |
| Stany Zjednoczone | US Billboard Pop Songs                        | 9                 |
| Stany Zjednoczone | US Billboard Hot Digital Songs                | 9                 |
| Belgia (Flandria) | Ultratop 50                                   | 9                 |
| Austria           | Singles Top 75                                | 10                |
| Irlandia          | Top 50 Singles                                | 11                |
| Szwecja           | Top 60 Singles                                | 14                |
| Dania             | Tracklisten Top 40                            | 16                |
| Stany Zjednoczone | US Billboard Hot R&B/Hip-Hop Singles & Tracks | 17                |
| Australia         | Top 50 Singles                                | 34                |
| Stany Zjednoczone | US Billboard Hot Latin Tracks                 | 45                |
| Francja           | Top 200 Singles                               | 78                |